# Zentrales Revolutionskomitee
Das Zentrale Revolutionskomitee (frz. comité central revolutionaire), besser bekannt unter seiner französischen Bezeichnung Comité de l'Évêché (dt. Bistumskomitee), war eine Versammlung linker Revolutionäre, die maßgeblich die Aufstände der Sanskulotten am 31. Mai und 2. Juni 1793 initiierten.
Als in Paris der Verrat des der Gironde zugeneigten Generals Charles Francois Dumouriez bekannt wurde (1. April 1793), verlangte dies nach einer Reaktion der Bergpartei. Jacques Roux schlug die Gründung einer Generalversammlung der Überwachungskomitees von Paris vor, während Jean-François Varlet die Gründung eines Zentralen Revolutionskomitees vorschlug. Roux erhielt Unterstützung vom öffentlichen Ankläger Pierre-Gaspard Chaumette und von der Kommune von Paris.
Trotzdem wählten Delegierte von 33 Pariser Sektionen am 29. Mai neun Vertreter ins Komitee, darunter Varlet und Dobsen. Schon zum 31. Mai wurde das Komitee auf 24 Mitglieder ausgeweitet, in dem noch vier Vertreter der Kommune und 11 Repräsentanten des Departements hineingewählt wurden. Tagungsort war das erzbischöfliche Palais, was die Kosebezeichnung des Komitees erklärt.

## Rezeption
In seinem Roman Dreiundneunzig setzt Victor Hugo der Évêché ein literarisches Denkmal, übertreibt aber die Bedeutung der Institution.